# Bathyhololepidella papillata
Bathyhololepidella papillata är en ringmaskart som beskrevs av Buzhinskaya 1992. Bathyhololepidella papillata ingår i släktet Bathyhololepidella och familjen Polynoidae. Inga underarter finns listade i Catalogue of Life.